# 구마가와촌 (도쿄부)
구마가와촌(熊川村)은 도쿄부 서부 니시타마군에 속했고, 1940년까지 존재했던 촌이다.

## 역사
- 1875년 6월 9일 - 5개촌이 합병해 다마촌이 되었다.
- 1878년 7월 - 군구정촌 편제법이 제정되어, 11월에 니시타마군의 관할권이 되었다.
- 1882년 9월 - 다마촌은 원래의 5개촌이 분할되었다.
- 1888년 7월 - 현 후쿠세이시 지역과 현 하무라시 지역의 대립이 심해져 연합촌이 해체되었다.
- 1893년 4월 - 도쿄부 가나가와현 사이에 경계변경법에 수반해 도쿄부에 이관되었다.
- 1940년 11월 10일 -2촌이 합병, 정으로 승격해 도쿄부 니시타마군 훗사정이 되었다.